# ジェシー Vol. 1
『ジェシー Vol. 1』（Djesse Vol. 1）は、イギリスの歌手であるジェイコブ・コリアーの2枚目のアルバム。4部作『ジェシー（Djesse）』シリーズの第1作目である。2018年12月7日リリース。
先行シングルとして、「With The Love In My Heart」が2018年11月2日に、「Ocean Wide, Canyon Deep」と「All Night Long」が2018年11月末にリリースされた。

## 概要
2018年10月29日、コリアーは『ジェシー（Djesse）』というタイトルの4部作・50曲構成の音楽プロジェクトを発表した。『ジェシー Vol. 1』はこのシリーズの第1作目にあたり、4部作のうち”夜明け・黎明”（daybreak）を表している。本作の曲は、イーゴリ・ストラヴィンスキーやJ・ディラなど、さまざまな作曲家や様式を随所に取り入れている。本作は、VOCES8、ローラ・ムビュラ、ハミッド・エル・カスリ、TAKE 6、およびスージー・コリアー（音楽家、コリアーの実母）とコラボレーションしている。 また、メトロポール・オーケストラは、アルバム全体で大きく取り上げられ、全曲で演奏に参加している。本作は、コリアー自身がプロデュース、アレンジ、オーケストレーションに携わっている。
収録された最初の3曲を除く6曲は、2018年7月にロンドンのロイヤル・アルバート・ホールで開催されたコンサート・BBCプロムスで生演奏された。アルバムリリースの翌日にワールドツアーを開始し、皮切りとなったKresge Auditorium（マサチューセッツ工科大学内のコンサートホール）で行われたコンサートでは、収録された全曲をバークリー音楽大学とマサチューセッツ工科大学のミュージシャンで構成された団体とともに演奏した。

## 受賞・ノミネート
本作はビルボード・コンテンポラリー・ジャズ・チャートの第1位を獲得した。また、第62回グラミー賞で「All Night Long」がBest Arrangement, Instrumental and Vocalsを受賞した。

## 収録曲
特記のないトラックはジェイコブ・コリアーによって作詞、作曲、プロデュースされている。
| #         | タイトル                                           | 作詞・作曲                   | 時間  |
| --------- | -------------------------------------------------- | ---------------------------- | ----- |
| 1.        | 「Home Is」(featuring VOCES8)                      |                              | 5:45  |
| 2.        | 「Overture」                                       |                              | 2:54  |
| 3.        | 「With The Love In My Heart」                      |                              | 6:48  |
| 4.        | 「Ocean Wide, Canyon Deep」(featuring Laura Mvula) |                              | 5:19  |
| 5.        | 「Djesse」                                         |                              | 4:36  |
| 6.        | 「Everlasting Motion」(featuring Hamid El Kasri)   | Collier Hamid El Kasri       | 6:33  |
| 7.        | 「Every Little Thing She Does Is Magic」           | Gordon Matthew Thomas Sumner | 4:38  |
| 8.        | 「Once You」(featuring Suzie Collier)              |                              | 9:24  |
| 9.        | 「All Night Long」(featuring TAKE 6)               | Lionel Richie                | 7:19  |
| 合計時間: | 合計時間:                                          | 合計時間:                    | 53:16 |